# Martin von Wagner Museum
Le Martin von Wagner Museum est un musée allemand appartenant à l'université de Wurtzbourg.

## Collections

### Antiquité
- Œnochoé de Mamarce, impasto datant de vers 640 à 620 av. J.-C.
- Coupe de Brygos,  kylix céramique à figures rouges de l'Attique datant de 480 av. J.-C.

### Peinture italienne
- Bernardino Licinio, Portrait de l'architecte Sebastiano Serlio, huile sur toile[1].
- Bartolomeo Passerotti, Portrait de l’architecte Sebastiano Serlio (1475-1554), huile sur toile, 59,5 × 44,5 cm[2].

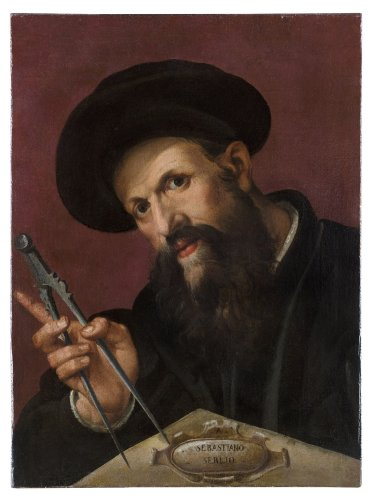
Bartolomeo Passerotti, Portrait de l’architecte Sebastiano Serlio.